# Chloroclystis halianthes
Chloroclystis halianthes là một loài bướm đêm trong họ Geometridae.